# Torre del Salaro
La torre del Salaro (o torre Nuova) è una costruzione medioevale, che si innalza su piazza Mantegna a Mantova nelle immediate adiacenze di Piazza delle Erbe.
Nota anche come torre dei Poltroni, dal nome dei suoi proprietari, ricchi mercanti, fu edificata nel XIII secolo. Dopo anni di liti con la famiglia avversaria dei Calorosi, l'edificio venne requisito agli inizi del Duecento dal comune, che dopo alcuni anni la utilizzò come deposito del sale della città fino al Seicento.